# Paykan Tehran VC
O Paykan Tehran Volleyball Club (Persian:باشگاه والیبال پیکان تـهران),  é um time iraniano de voleibol masculino  e feminino da cidade de Teerã. Atualmente disputa a Super Liga A1 Iraniana em ambos os naipes. O naipe masculino é conquistou títulos do Campeonato Asiático de Clubes e possui a medalha de bronze no Campeonato Mundial de Clubes de 2010 no Catar.

## Histórico
Fundado em 1966 desde o surgimento do Paykan Sport Club, o departamento de voleibol a partir da década de 90, obteve muitos êxitos no âmbito nacional e continental, sagrando-se campeão pela primeira vez na temporada de 1996-97 e obtendo o tetracampeonato nacional de forma consecutiva na temporada de 1999-00, e de forma consecutiva também o hexacampeonato de 2005 a 2011, voltando ao lugar mais alto do pódio na temporada 2014-15.
Na mais importante competição continental, conquistou em 2002 o primeiro título no Campeonato Asiático de Clubes,  agregando a sua galeria de títulos mais sete títulos, totalizando oito  na temporada de 2022. Nas edições do Campeonato Mundial de Clubes,  foi semifinalista em 2009, obteve o bronze na edição de 2010, e novamente foi semifinalista no ano de 2015.
O naipe feminino sagrou-se campeão na temporada 2016-17 e foi vice-campeão na temporada 2017-18.

### Campeonatos internacionais
Mundial de Clubes
- Terceiro lugar: 2010
- Quarto lugar: 2009 e 2015

### Títulos conquistados
- Campeonato Iraniano (12 vezes)
- Campeão: 1996-97, 1997-98, 1998-99, 1999-00, 2002-03, 2005-06, 2006-07, 2007-08, 2008-09, 2009-10, 2010-11, 2014-15
- Vice-campeão:2000-01, 2001-02, 2003-04, 2015-16
- Terceiro lugar:2004-05, 2011-12, 2012-13, 2017-18
- Copa do Irã
- Campeonato Asiático(8 vezes)
- Campeão:2002, 2006, 2007, 2008, 2009, 2010, 2011, 2022
- Vice-campeão:2000, 2004
- Terceiro lugar:1999,2015

### Outros resultados
- Campeonato Iraniano (Feminino)
- Campeão: 2016-17
- Vice-campeão: 2017-18
- Terceiro lugar: 2020-21
- Campeonato Provincial de Teerã (Feminino)
- Terceiro lugar: 2017